# 伯頓 (內布拉斯加州)
伯頓（英語：Burton）是位於美國內布拉斯加州基亞帕哈縣的村。

## 人口
根據2020年美國人口普查的數據，伯頓的面積為0.27平方千米，皆為陸地。當地共有人口11人，而人口密度為每平方千米41人。